# 蒙特勒车站

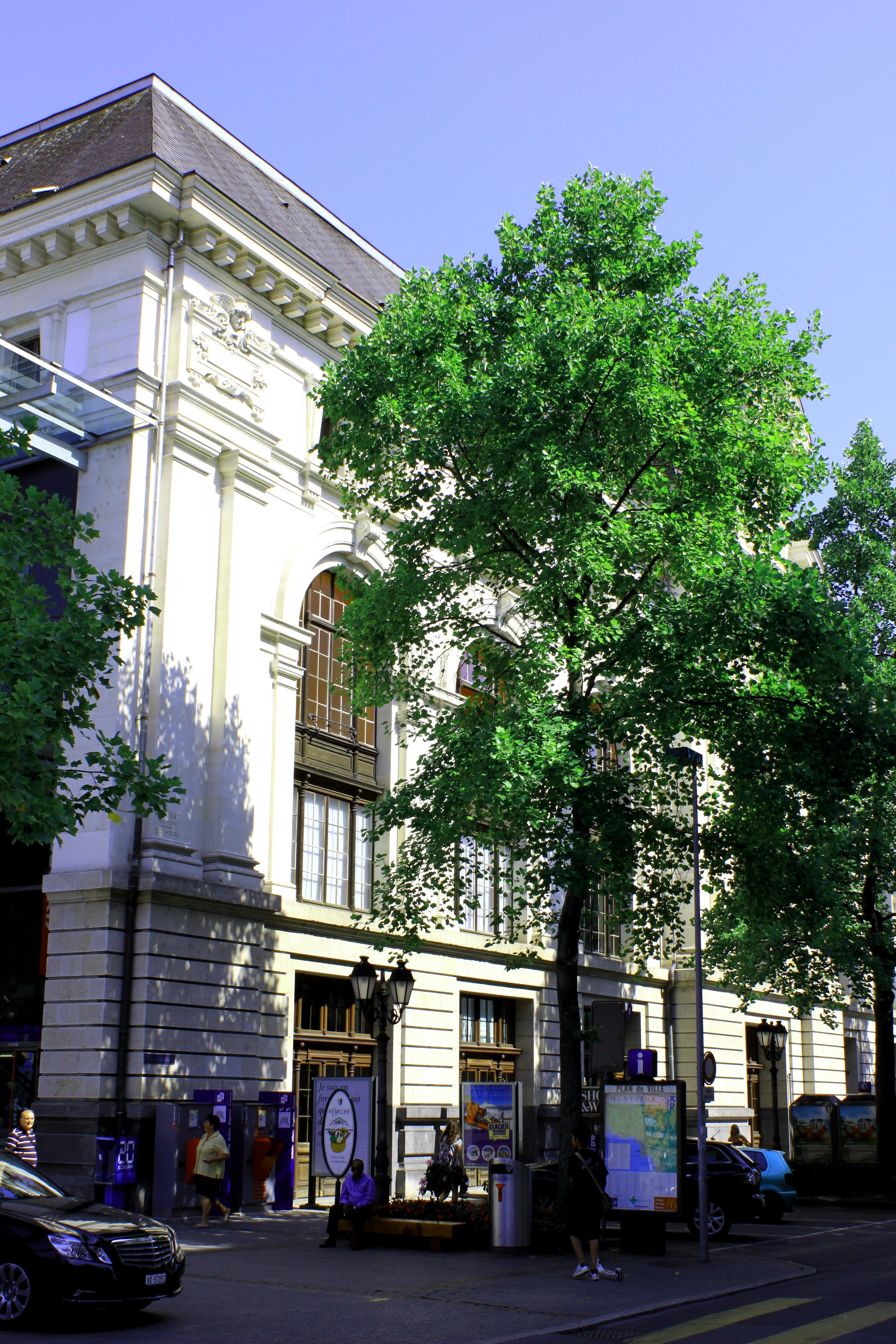
蒙特勒车站

蒙特勒车站（法語：Gare de Montreux）是瑞士沃州蒙特勒最主要的鐵路车站。瑞士联邦铁路的标准铁轨列车在此经停，窄轨的黄金快车也以此站为西部起点。
车站于1861年建成，其建筑已经列入瑞士国家重要文化财产名录。